# Nevada de la Ciudad de México de 1967
La Nevada de la Ciudad de México de 1967 fue una caída de nieve en la capital mexicana producida en la madrugada del 10 al 11 de enero de 1967. Esa noche se registraron temperaturas de -4°.

## La nevada
El Servicio Meteorológico Nacional advirtió que un frente frío y una gran masa de aire polar se dirigían a la Ciudad de México y al Valle de México y por esta razón podrían registrarse bajas temperaturas entre los días 9 y 12 de enero, fue así como a la 1:00 a. m. del miércoles 11 de enero de 1967 la temperatura empezó a descender y una delgada capa de nieve comenzó a cubrir las zonas altas de la ciudad, para las 5:00 a. m. la temperatura descendió aún más y con esto no solo las partes altas sino también lugares como Reforma, el Monumento a la Revolución y el Centro se vieron cubiertas de nieve, al amanecer la temperatura alcanzó su mínima de -4° y la naturaleza regaló un fenómeno poco visto: una gran nevada en la Ciudad de México.
A pesar de que el Servicio Meteorológico Nacional había advertido que probablemente se alcanzarán temperaturas bajo cero,  al despuntar la aurora muchos infantes salieron a las calles con  apenas un delgado suéter y una gorra, los niños no fueron a la escuela y los adultos no fueron al trabajo, la ciudad quedó paralizada, las personas jugaban con la nieve lanzandola en forma de bolas y haciendo muñecos de nieve; el paisaje de la ciudad cambió totalmente un día que parecía ser normal y regalaba a los capitalinos una gran vista de su ciudad.
Sin embargo la caída de nieve también acarreó consigo varios problemas: en primera el desbordamiento del Río de los Remedios en la colonia Progreso nacional en Gustavo A. Madero debido a una intensa lluvia registrada un día antes en la ciudad y fue por esto que se tuvieron que realizar distintas y complejas labores de rescate para las personas que habían quedado atrapadas con la inundación, otro problema fue que las principales carreteras que conectaban con la ciudad quedaron bloqueadas por un largo lapso de tiempo, los automóviles no podían circular con facilidad y se registraron accidentes por culpa de la nieve, también provocó varias muertes por  hipotermia a personas que no estaban preparadas.